# Lagfifat
Lagfifat (en àrab الكفيفات, al-Gfīfāt; en amazic ⵍⴳⴼⵉⴼⴰⵜ) és una comuna rural de la província de Taroudant, a la regió de Souss-Massa, al Marroc. Segons el cens de 2014 tenia una població total de 18.811 persones.